# Museos de Mequinenza
Museos de Mequinenza son tres espacios museísticos que se encuentran en Mequinenza (Zaragoza). Están conformados por el Museo de la Mina (uno de los pocos museos mineros situado en el interior de una galería auténtica restaurada de más de 1000 metros de recorrido interior en el que se puede ver el carbón real), el Museo de la Historia de Mequinenza y el Museo del Pasado Prehistórico con el objetivo de difundir el patrimonio minero e histórico de la localidad, y en especial del Pueblo Viejo de Mequinenza, desaparecido y derribado bajo el río Ebro tras la construcción del embalse de Ribarroja. Su ubicación se encuentra en el Grupo Escolar María Quintana construido en 1927, que anteriormente había albergado las escuelas de la antigua población.

## Ámbitos de los museos
- Museo de la Mina: ofrece un recorrido por una galería minera real excavada en la que puede conocerse el trabajo de los mineros en la cuenca carbonífera de Mequinenza durante los últimos 150 años. Cuenta con una gran y variada colección de maquinaria real procedente de diversas explotaciones mineras de la zona.
- Museo de la Historia de Mequinenza: presenta un viaje a través de la historia de la localidad y su vinculación con sus tres ríos (el Ebro, el Segre y el Cinca), así como la importancia estratégica de la localidad y su castillo. Cuenta con una parte dedicada al abandono y traslado del Pueblo Viejo a la nueva Mequinenza tras la construcción del embalse de Ribarroja, y un espacio dedicado al patrimonio literario, fotográfico y pictórico del escritor mequinenzano Jesús Moncada.
- Museo del Pasado Prehistórico: un espacio-taller que cuenta con múltiples recreaciones de yacimientos arqueológicos encontrados en Mequinenza, así como diferentes ejemplos de Arte Rupestre del Arco Mediterráneo de la península ibérica encontrados en el término municipal.

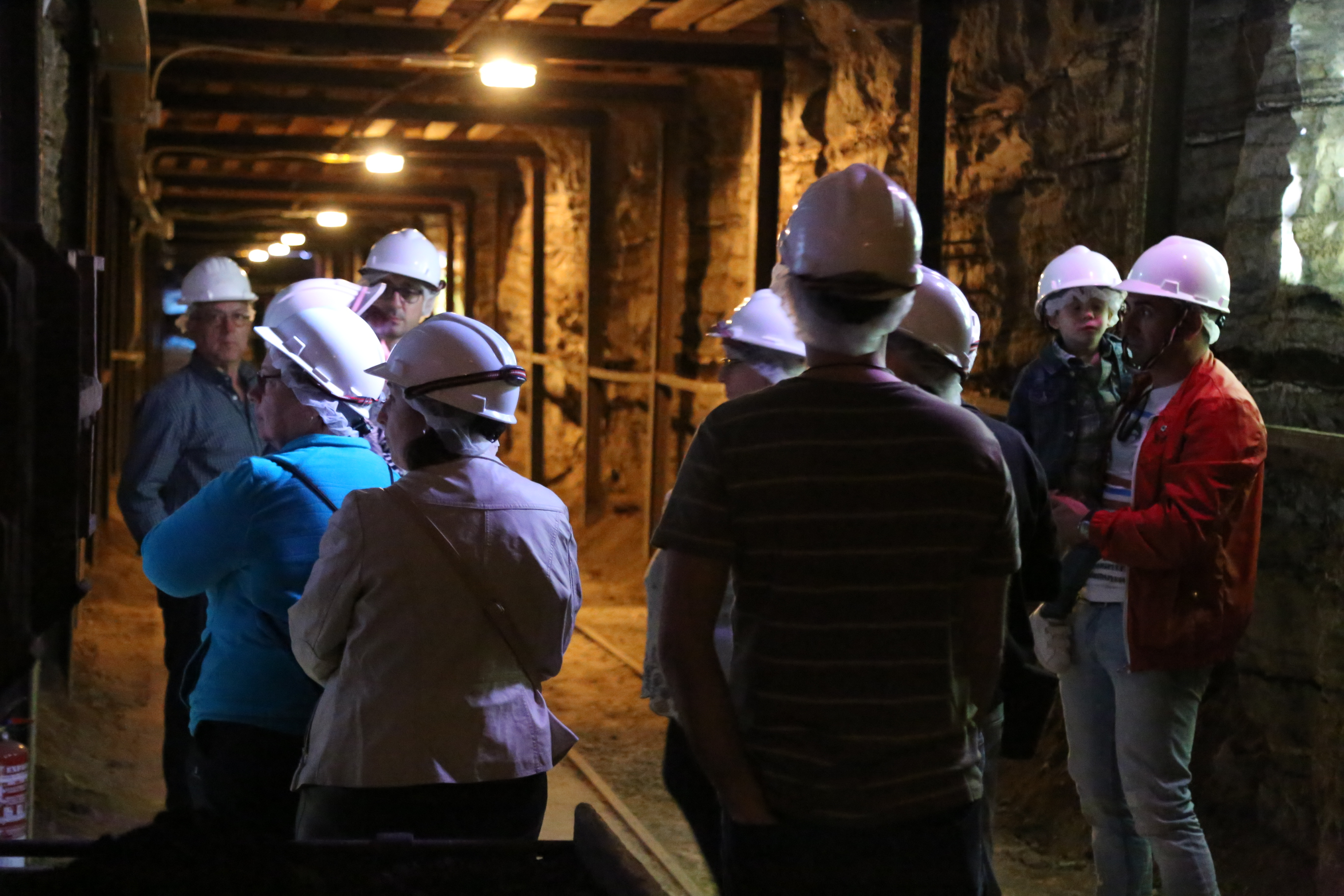
Museo de la Mina de Mequinenza.

## Construcción
El edificio fue construido mediante impulso de diversas personalidades como la maestra María Quintana, nacida en Mequinenza y que llegó a ser inspectora de Primera Enseñanza en Madrid, el maestro Máximo Cajal, y el periodista Mariano de Cavia, y se hizo sufragó parcialmente mediante una suscripción popular de los habitantes de la localidad.
El proyecto fue redactado por Jorge Gallegos en octubre de 1923, aunque ciertas fuentes bibliográficas atribuyen este proyecto directamente al arquitecto jefe de la Unidad Técnica Antonio Flórez. De hecho fueron ambos quienes acudieron el día de la inauguración del edificio para recibirlo y entregarlo al Ayuntamiento de Mequinenza. 
La dirección de las obras corrió a cargo del arquitecto escolar provincial Regino Borobio, siendo inaugurado con grandes celebraciones el 4 de abril de 1927 y recepcionado definitivamente en octubre de 1928. El grupo escolar recibió el nombre de María Quintana a quien se dedicó un busto en bronce realizado por José Bueno.
Es prácticamente el único edificio del pueblo antiguo de Mequinenza que sobrevivió al derribo de la población como consecuencia de la construcción del embalse de Ribarroja.

## Arquitectura
El edificio que alberga el Museo de la Historia de Mequinenza tiene planta en forma de E con un cuerpo central alargado que se prolonga en la fachada delantera por dos avances laterales y otro central más sobresaliente. Originalmente tenía dos entradas en los flancos, separado la zona escolar de los niños en la planta baja y la de las niñas en la primera planta. En la parte posterior, se construyó otro pequeño edificio que acogió la cantina escolar y el parvulario.
El edificio es de sillería, con cubierta a cuatro aguas de teja árabe y alero de madera resaltado al estilo de los palacios renacentistas aragoneses. Sus ventanales son ortogonales a excepción de varios en el piso superior que están rematados con un arco rebajado. Por su aspecto exterior, entra en contacto con las corrientes regionalistas de la arquitectura del primer tercio del siglo XX.

## Reconocimientos
En 2017, los Museos de Mequinenza recibieron el Premi Josep Galán atorgado por el Institut d'Estudis del Baix Cinca (IEBC) por "unas magníficas instalaciones que mantienen viva la memoria de Mequinenza y por tanto del Bajo Cinca”. La gala de entrega del premio se celebró en el Espacio Moncada del Museo de la Historia de Mequinenza.
Los Museos de Mequinenza forman parte desde 2017 de la Red Ibérica de Espacios Geomineros, de la asociación de espacios literarios Espais Escrits y desde 2020 de la Red Mundial de Museos del Agua de la UNESCO.